# Ramusella defectuosa
Ramusella defectuosa är en kvalsterart som beskrevs av Subías och Rodríguez 1987. Ramusella defectuosa ingår i släktet Ramusella och familjen Oppiidae. Inga underarter finns listade i Catalogue of Life.